# Уно
«У́но» (исп. Uno — «один») — карточная игра; первоначально была разработана в 1971 году парикмахером Мерлом Роббинсом в городке Рединг, в пригороде Цинциннати. В 1992 году компания Mattel выкупила права на игру и бренд. Игра Uno в значительной степени совпадает с популярной европейской игрой мау-мау, но требует специальной колоды карт. Время игры от 10 минут. Минимум 2 игрока. Существуют версии Uno Kids и другие.

## Виды карт

Полная колода карт для игры Уно

Всего в игре 108 карт (иногда 106), 112 с пустыми картами (см. рисунок):
- Карты 4 цветов (синий, жёлтый, красный, зелёный) с номерами от 0 до 9 (76 шт, с цифрами от 1 до 9, по две одинаковых на каждый цвет, и четыре карты разных цветов с цифрой 0) — обычные карты.
- 8 карт «Возьми две», 8 карт «Ход обратно», 8 карт «Пропусти ход» по 2 на каждый цвет — карты действия.
- 4 карты «Заказать цвет», 4 карты «Возьми четыре» на чёрном фоне — карты действия (дикие карты).

Также в игре имеются 4 белые карты «Пусто», предназначенные для замены утерянных карт, либо для дополнительных правил (не выпускаются в новых версиях карт).

## Механика игры и основные правила

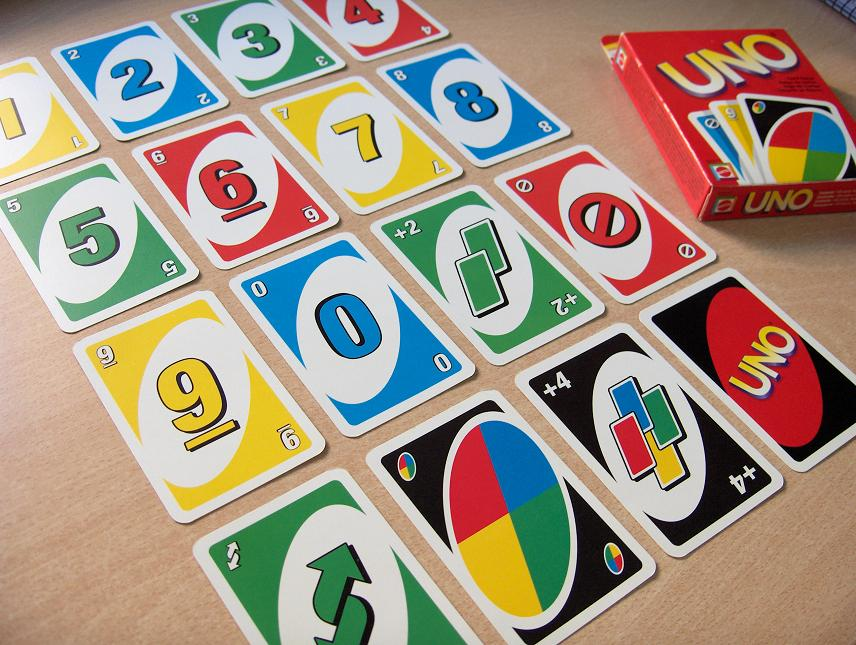

- В начале игры определяется дилер (то есть сдающий). Первую карту кладёт победитель прошлой игры. Карта действия (любая) значит ноль. Если более 1 человека вытянули самую большую карту, то они тянут ещё раз.
- После того, как дилер определён, он сдаёт по 7 карт каждому играющему. Верхняя карта колоды переворачивается картинкой вверх и с неё начинается игра (эта карта является началом игровой колоды). Если это карта действия, то выполняются специальные действия (подробнее см. карты действий).
- Игра начинается по часовой стрелке.
- В свой ход каждый игрок должен положить карту в игровую колоду, при этом карта должна совпадать с верхней картой в игровой колоде по цвету или по картинке, либо дикую карту (если у игрока есть карты, совпадающие по цифре или действию карты, он может выложить их вместе даже если они разных цветов). Если у игрока нет подходящей карты, то он берёт одну карту из колоды банка и, если она подходит, он совершает ход. Если игрок взял из колоды банка подходящую карту, но не сделал ей ход — он получает штраф. Игрок может пойти в свой ход картой на чёрном фоне независимо от того, какая карта лежит сейчас верхней в игровой колоде.
- Когда игрок кладёт в сброс свою предпоследнюю карту, то он должен сказать «Uno!». Если игрок не сказал этого и и другой игрок заметил это, то он берёт 2 карты из основной колоды.
- Если основная колода закончилась — верхняя карта сброса остаётся, а все остальные тасуются, переворачиваются и становятся новой колодой. Игра продолжается.
- Раунд выигрывает игрок, сбросивший все карты. Далее идёт подсчёт баллов.
- Остальные игроки подсчитывают стоимость своих карт и эта сумма записывается на счёт игрока выигравшего раунд.
- Выигрывает игру игрок, первый набравший 500 баллов, а проигрывает тот, кто на этот момент набрал меньше всех баллов.
- Альтернативный способ подсчёта очков — игроки накапливают очки, с которыми они оставались на руках в конце каждого раунда. Когда один из игроков набрал 500 очков, то игрок, набравший меньше всего очков, становится победителем[1].
- Так же есть вариант без подсчёта очков. Выигрывает тот, кто первым избавится от карт, а дальше либо остальные остаются ни с чем, либо играют до последнего (уже без занявшего 1-е место) за 2-е, 3-тье, 4-е… и т. д. места.

## Стоимость карт
- Карты с цифрой — стоимость по значению на карте.
- Карты действий (кроме чёрных) — 20 баллов.
- Чёрные карты действий — 50 баллов.

## Карты действий и их назначение
- Пусто — карты используются, только если к ним придуманы дополнительные правила.
- Ход обратно — направление хода меняется; если это первая карта в игре — первым ходит сдающий, направление игры меняется.
- Пропусти ход — следующий по направлению игры игрок пропускает ход; вторая подряд — пропускают два игрока.
- Возьми две — следующий по направлению игры игрок берёт 2 карты из колоды банка и пропускает свой ход. Если карта появилась в самом начале игры, то сдающий берёт две карты из колоды и пропускает свой ход[1].
- Закажи цвет — игрок заказывает цвет и следующий по направлению игры игрок должен сделать ход либо картой заказанного цвета, либо карту с чёрным фоном; если это первая карта в игре — сдающий загадывает цвет, который должен положить следующий.
- Закажи цвет + возьми четыре — игрок заказывает цвет и следующий по направлению игры игрок берёт 4 карты из колоды и пропускает ход. Этой картой нельзя ходить, если есть карта, по ЦВЕТУ совпадающая с верхней картой в игровой колоде. Следующий по направлению игрок может усомниться в правильности использования карты. В этом случае походивший данной картой игрок для проверки втайне показывает все свои карты усомнившемуся игроку. Если у игрока обнаруживается карта, по цвету совпадающая с верхней картой в игровой колоде, то вместо следующего игрока 4 карты берёт он. В случае, когда совпадающих по цвету карт нет, усомнившийся игрок вместо четырёх берёт 6 карт. Если это первая карта в игре — она возвращается в колоду, и выкладывается другая карта[1].

## Дополнительные правила
Следующие правила являются дополнительными, то есть не обязательными, и применяются по предварительной договорённости игроков. Их также можно комбинировать.
- Вмешательство (подкидной).

Если у игрока есть точно такая же карта (тот же цвет и тот же символ), как и верхняя карта колоды отбоя, он может в любое время (даже не в свой ход) положить («подкинуть») эту карту. Игра продолжается так, как она продолжалась бы без «подкидывания».
- - Если вмешательство происходит на карте действия (она так же должна быть идентична), то действие последней идентичной карты совмещается с действием предыдущей[1].
  - Если у игрока на руках есть две полностью идентичные карты или совпадающие только по цифре/действии на них, он может бросить их за один ход вместе, одновременно.
- 7-0. Если кто-то из игроков сделал ход картой «0», то все игроки меняются картами в том направлении, в котором идёт ход. А если «7», то сходивший игрок выбирает игрока и они меняются картами.
- Накопление штрафов (переводной). Можно «перевести» карты «возьми 2/4» на следующего игрока:
  - Когда игрок положил карту «возьми две», то следующий игрок может положить ещё одну «возьми две», так что следующий за ним теперь должен взять 4 карты[1].
  - То же с «возьми четыре»: когда игрок положил карту «возьми четыре», то следующий игрок может положить ещё одну «возьми четыре», так что следующий за ним теперь должен взять 8 карт. Игрок, положивший последнюю «возьми четыре» в последовательной серии, называет цвет, который продолжит игру. Если игрок, который должен взять карты, сомневается, что карта «возьми четыре» была сыграна правильно, применяются обычные правила, только штраф возрастает пропорционально числу последовательно положенных карт «возьми четыре»[1].
  - Игроки могут переводить карты «возьми две» или «возьми четыре», покуда они у них есть на руках. Например, если 4 игрока подряд положили «возьми две», то следующий игрок, у которого уже нет на руках «возьми две», должен взять 8 карт[1].
  - За один ход можно положить несколько «возьми две»/«возьми четыре»[1].
- В варианте игры Uno H2O добавляются ещё две карты действия («диких карты») — «+1» и «+2» на чёрном фоне с каплей. Игрок, сыгравший такой картой, заказывает цвет, а все остальные игроки должны взять из колоды по одной или две карты соответственно.

## Дополнительные правила UNO-Extreme
Данная вариация правил позволяют максимально увеличить длительность одного раунда, а также создать небольшой хаос в процессе игры. Она требует от вас повышенной концентрации на игровом процессе и наказывает за её отсутствие, а также привносит дополнительный элемент веселья.

#### Затупил
Базовое правило данной вариации затупил — возьми карту. Любые ошибочные действия, связанные с правилами караются штрафом в виде дополнительной карты из колоды банка.

#### Накопление штрафов (перевод карт): возьми две (+2)
Когда на стол положили карту возьми две (+2), следующий по направлению игрок по основным правилам берёт 2 карты из колоды банка и пропускает свой ход. При этом следующий после пропустившего ход игрок (или игрок выполнивший вмешательство) может усугубить действие этой карты одним из двух способов:
- Положить ещё одну возьми две (+2), таким образом следующий после него игрок теперь должен взять 4 карты.
- Положить карту ход обратно (реверс), таким образом только что взявший 2 карты игрок снова пропускает ход, но на этот раз берёт уже 4 карты из колоды банка.

Такое увеличение штрафных карт (+2/+4/+6/+8 и так далее), происходит каждый раз, пока длится единая последовательность из карт +2/реверс.

Ситуация, когда на одного игрока может обрушиться несколько реверсов с двух сторон — не редкость. Для того, чтобы избежать наказания, когда вы попали под действие эффекта карт +2 можно использовать правило вмешательство с некоторым исключением: если вы переводите карту +2/реверс с себя, то вы не берете карты из банка.

#### Накопление штрафов: пропуск хода
Когда игрок положил карту пропуск хода — следующий игрок по направлению игры пропускает ход. Если игрок следующий после пропустившего так же применяет карту пропуск хода, то применяется эффект накопления штрафов. В этом случае эффект пропуск хода применяется к следующим двум игрокам. Такое увеличение пропускающих ход игроков, происходит каждый раз, пока длится единая последовательность из карт пропуск хода.

Не рекомендуется использовать эффект Накопление штрафов: пропуск хода с картами реверса, так как очень быстро приводит к ситуации, когда трудно определить чья в текущий момент очерёдность и темп игры значительно замедляется.

#### Вмешательство
Данное правило повторяет описанное в дополнительных правилах выше.

Отличие в том, что если вмешательство происходит на карте действия, то она не отменяет действие предыдущей карты +2/пропуск хода.

Исключение — вмешательство не может быть применено к чёрным картам действия (вы не можете положить несколько чёрных карт действия за один ход, и так же другой игрок не может применить чёрные карты действия вне очереди).

#### Карта шесть — 6
Если кто-то из игроков сделал ход картой 6, то все игроки должны мгновенно положить руку на карту, друг поверх друга. Тот игрок, чья рука окажется последней (то есть сверху всех остальных), берёт из колоды банка 2 карты.

#### Карта ноль — 0
Когда кто-то из игроков сделал ход картой 0, в игре должно воцариться молчание до тех пор, пока игрок, положивший карту, не совершит свой следующий ход. Если в течение действия правила 0 было использовано ещё одна или несколько карт 0, то молчание сохраняется до тех пор, пока не совершит ход игрок последний положивший 0. Игрок нарушивший тишину во время действия правила, берёт из колоды банка 4 карты, после чего действия данного правила прекращается.

#### Карта восемь — 8
Выложив на стол карту 8, ход игрока не заканчивается до тех пор, пока данная карта не будет покрыта этим же игроком по обычным правилам. Если игрок не может покрыть 8 картой с руки, то он будет брать карты из колоды до тех пор, пока не сможет этого сделать. Таким образом за один ход можно выложить несколько карт с руки. Если во время карты 8 произошло вмешательство, то обязанность покрыть карту переходит к игроку, совершившему вмешательство.

Обратите внимание: если вы заканчиваете игру 8 (это ваша последняя карта в руке), то вы так же обязаны её покрыть.

#### Чёрные карты действия
Так как чёрные карты действия во время подсчёта очков оцениваются в 50 баллов, то для чёрной карты закажи цвет вводится такое же правило, как для карты закажи цвет +4. То есть игрок не имеет права использовать карту закажи цвет, если у него есть карта, по ЦВЕТУ совпадающая с верхней картой в игровой колоде. Проверка правильности использования чёрных карт действия происходит по обычным правилам. Если обнаруживается нарушение, то игрок забирает чёрную карту обратно на руку и берёт дополнительные 4 карты из колоды банка. В остальных случаях усомнившийся игрок берёт 8 карт из колоды банка.

Обратите внимание: если эта карта появляется в самом начале игры, то игрок первым совершающий ход (то есть игрок следующий после раздающего по часовой стрелке) берёт 4 карты, а раздающий задаёт цвет до того, как посмотрит свои карты.

#### Подсчёт очков
Игроки подсчитывают стоимость своих карт и эта сумма записывается на счёт каждого игрока. Игра продолжается до тех пор, пока один из игроков не наберёт 500 (или любое другое количество на усмотрение игроков) баллов. Игрок, набравший меньше всего очков, становится победителем.
- Карты с цифрой — стоимость по значению на карте.
- Карты действий (кроме чёрных) — 20 баллов.
- Чёрные карты действий — 50 баллов.
- Если в конце раунда у игрока на руках осталась только одна карта 0, то её стоимость приравнивается к 100 баллам.

## Стратегия игры
Уно — это стратегическая игра, и есть несколько советов и хитростей, которые можно использовать, чтобы увеличить свои шансы на победу. Одна из стратегий — следить за тем, какие карты были сыграны. Это поможет вам предсказать, какие карты могут быть у ваших противников, и соответственно планировать свои ходы. Другая стратегия игры в Uno заключается в том, чтобы держать «дикие» карты и тянуть две карты до тех пор, пока их нельзя будет разыграть стратегически. Например, если у вашего противника осталось всего несколько карт, вы можете использовать карту «возьми две», чтобы заставить его взять больше карт и пропустить свой ход.

## Разновидности игры
«Уно Флип!» — играется двусторонней колодой карт, на светлой стороне обычные цвета — красный, синий, зелёный и жёлтый, а на обратной — тёмной — тёмно-розовый, фиолетовый, тёмно-зелёный, оранжевый. В игре карта 0 заменена на «Флип карту», при выпадении которой все карты в колоде, отбое и на руках переворачиваются на обратную сторону и игра продолжает на другой стороне. На белой стороне «+2» и «Дикая +4» заменены на «+1» и «Дикая +2», а на тёмной «Пропуск хода» и «Дикая +4» заменены на «Пропусти всех» и «+5».
«Уно Флекс!» — похожа на классическую UNO, но со специальными картами силы (8 в наборе) и «Флекс-картами», меняющими игру. Теперь часть карт имеет особую «Флекс-сторону» — если ваша «карта силы» до сих пор зелёная, то вы можете пользоваться возможностями «Флекс», иначе ими воспользуются другие.
Сетевая многопользовательская игра UNO от издательства Ubisoft доступна на платформах Nintendo Switch, PC, Play Station 4, Stadia, Xbox One.
Существует также мобильная версия игры UNO, доступная на Android и iOS.